# Alburquerque
Alburquerque es un municipio español, perteneciente a la provincia de Badajoz (comunidad autónoma de Extremadura).

## Toponimia
El nombre de Alburquerque deriva de albus quercus, de origen latino, que significaría 'encina blanca' o 'roble blanco', siendo su significado 'país de los alcornoques', el cual tiene lógica por la abundancia de estos árboles en la zona, y está muy extendido por toda América y Filipinas. Es especial la relación de hermanamiento que existe con la ciudad estadounidense de Albuquerque, con sucesivos contactos entre ambas.[cita requerida]

## Geografía
Alburquerque se encuentra enclavado en la sierra de San Pedro. Se enclava en el puerto de Albahacar, a una altitud de 540 m s. n. m. (metros sobre el nivel del mar). Está situada al noroeste de la provincia de Badajoz, Extremadura, muy próxima a Portugal, desde donde se ven tierras de este país. Dista 45 km (kilómetros) de la capital provincial (Badajoz) y 100 km de la capital regional (Mérida). Pertenece a la zona denominada «Los Baldíos de Alburquerque». Limita con los siguientes términos municipales: 
- Norte: Herreruela y San Vicente de Alcántara
- Sur: Badajoz y Villar del Rey
- Este: Cáceres
- Oeste: La Codosera, Arronches y Campomayor

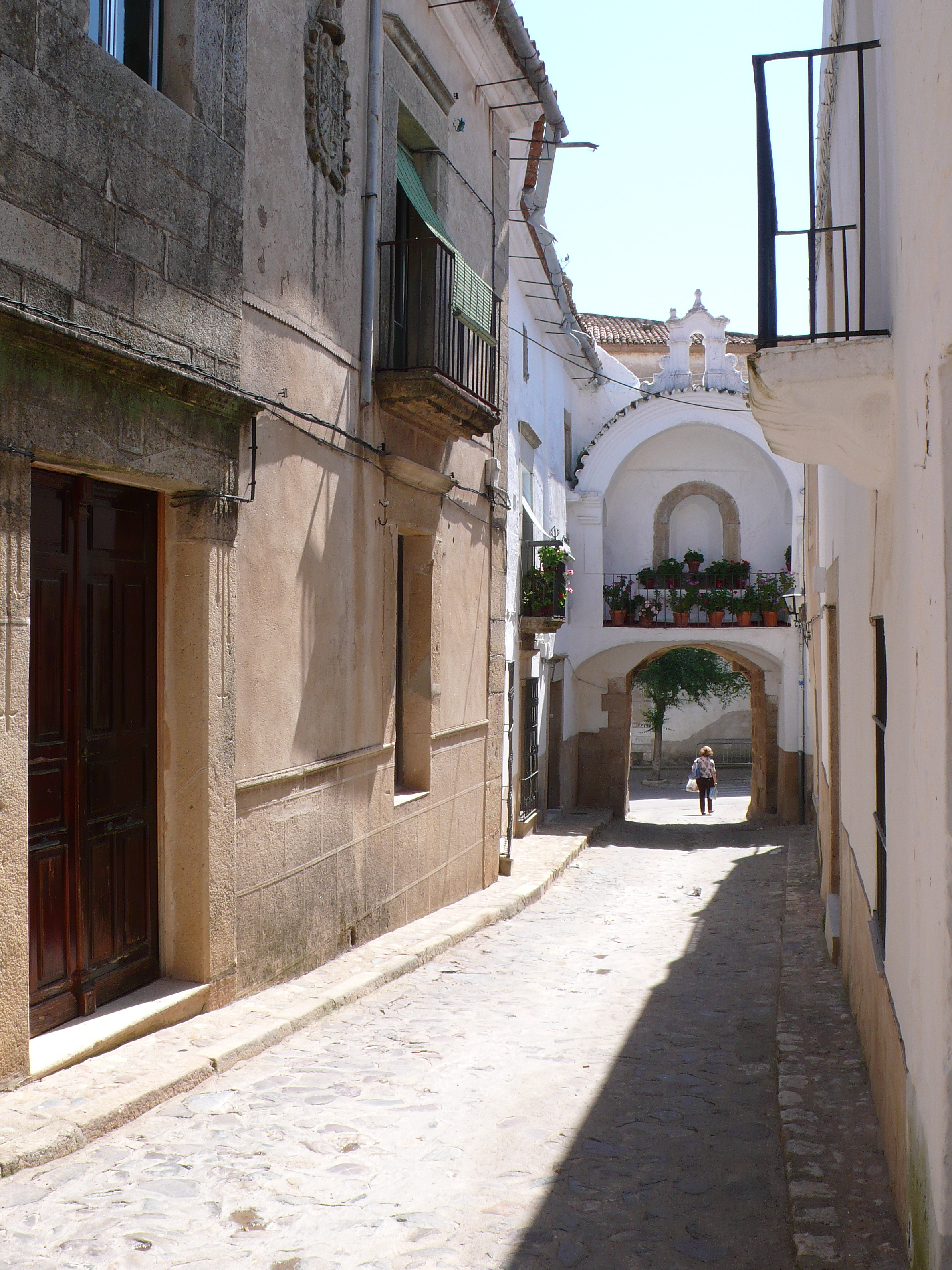
Puerta de la Villa

Su extenso término municipal, con 72 320 ha (hectáreas), está formado por zonas serranas y otras de relieve más llano, de grandes dehesas de encinas y de páramos desforestados para el cultivo, de ríos y arroyos con caudales variables, según las épocas del año. Una peculiaridad de este municipio son los denominados Baldíos de Alburquerque, 7500 ha de ricas tierras adehesadas, de propiedad comunal, administradas por el Ayuntamiento.
Una buena parte de la sierra de San Pedro, Espacio Natural Protegido como ZEC y ZEPA, pertenece al término municipal de Alburquerque.

### Hidrografía
El río más importante que transcurre por término alburquerqueño es el Gévora (ZEPA), que tiene una cuenca de 2184 km² (kilómetros cuadrados). Este toma entidad cuando se produce el agrupamiento de varios afluentes: Guadarranque, Abrilongo, Albarragena, Zapatón, etc. Este agrupamiento se produce en su tramo final, en la zona donde la pendiente es escasa y sus cauces meandriformes con riesgo de avenidas. Se encuentra en proceso de regulación, pero presenta dificultades por ser varios los afluentes y por sus entornos ecológicos. Su régimen es pluvial registrándose las máximas crecidas en febrero-marzo y estiaje acusado en el verano. De menor importancia es el Zapatón, que está regulado para el abastecimiento de Badajoz, Alburquerque, Villar del Rey y otros municipios mediante el embalse «Peña del Águila», así como toda una amplia diversidad de arroyos y regatos que están a merced de las lluvias. En la época estival la inmensa mayoría permanece seco, para volver a correr con las primeras aguas del otoño.

## Historia

### Orígenes
Los orígenes de la villa de Alburquerque se remontan a la prehistoria, existiendo en los alrededores vestigios de población primitiva, pudiendo encontrar estelas funerarias, hachas, punta de flecha, tumbas antropomórficas y dólmenes. Posiblemente, Alburquerque fue fundado por los vetones hacia 590 a. C.
La villa de Alburquerque conserva un rico legado histórico, fundamentalmente de la Edad Media, aunque estudios arqueológicos datan su origen en época árabe, e incluso anterior, en los años de la dominación romana de Hispania.

### Edad Media

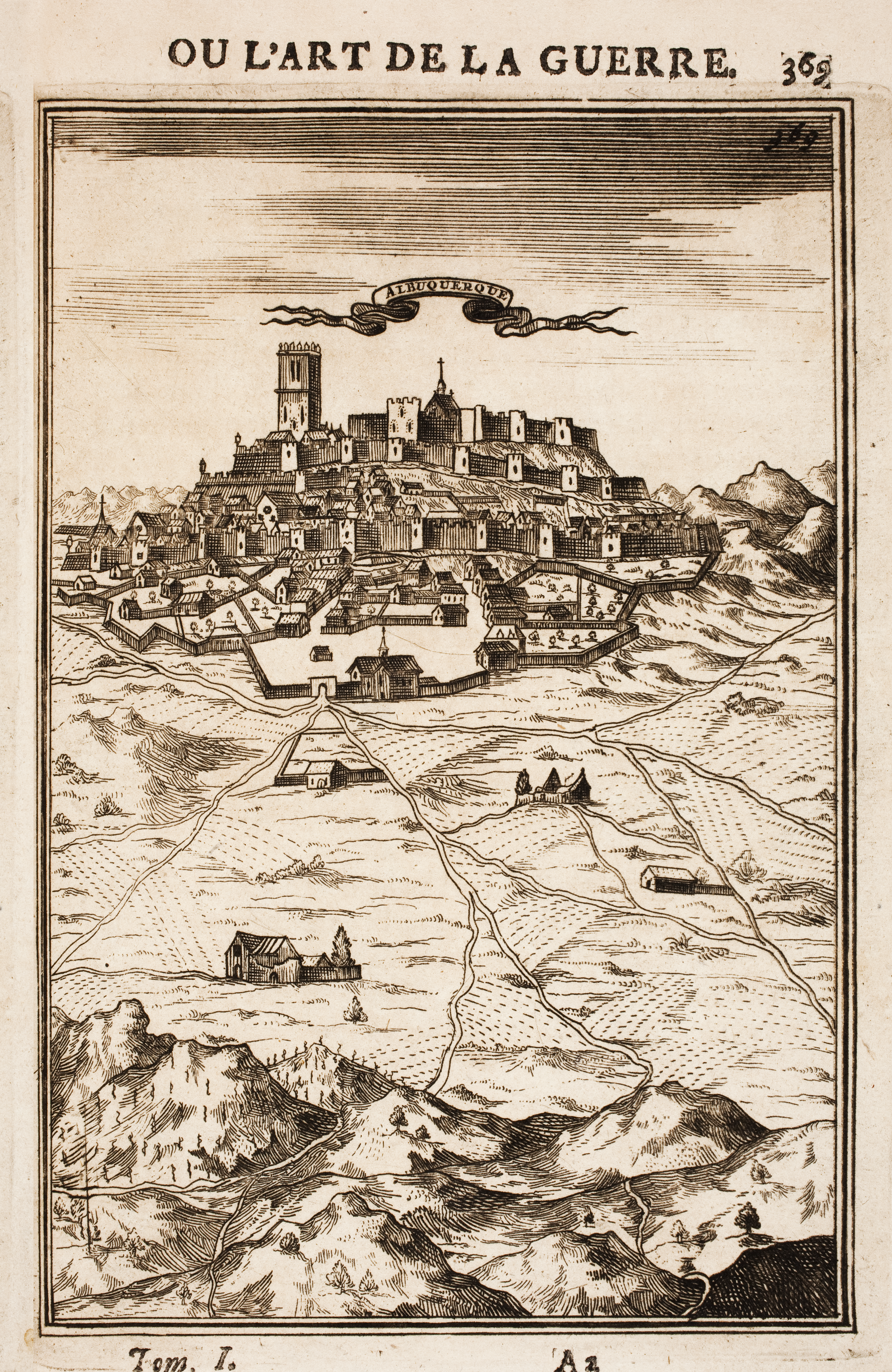
Vista de Alburquerque en un grabado del cartógrafo francés Alain Manesson Mallet

La reconquista cristiana llegó a Alburquerque en 1166, durante el reinado de Fernando II, el cual la toma de los almohades para confiarla en 1171 a la Orden Militar de Santiago. Posteriormente, en 1184, fue conquistada por los árabes, tomándola de nuevo Alfonso IX. A partir de este momento, se producen continuas luchas entre los moros y cristianos, alternándose la posesión de la villa de Alburquerque.
Los monumentos más característicos que se conservan son los levantados en la Edad Media: así, su casco histórico está coronado por el inexpugnable Castillo de Luna del condestable Álvaro de Luna, quien fue uno de sus propietarios; existe una muralla que rodea en su mayor parte el barrio gótico-judío, llamado Villa Adentro, y en él se conservan entre sus callejuelas, numerosas casas con dinteles ojivales, algunos de ellos con elementos que delatan el origen judío de sus moradores antes de la expulsión de 1492.

### Guerras con Portugal
La historia de Alburquerque siempre ha estado ligada a las guerras con Portugal, por lo que su población, en la antigüedad, estuvo sometida a los vaivenes de las sucesivas contiendas, atravesando períodos de despoblamientos, debido a que las tierras quedaban arrasadas, los varones reclutados y en gran medida caídos en las batallas. Aun así, con el transcurso de los años, al recuperar la calma, sabían sobreponerse, y con nuevos repoblaciones se establecía una fortalecida comunidad estable.
Durante el reinado de Felipe V, Alburquerque se vio involucrado en las luchas por la conquista de Portugal, siendo el castillo de la villa tomado en 1705 por las tropas anglo-portuguesas, hasta 1716, año en el cual pasa de nuevo a la corona de España.

### Conquista americana
En la época de la colonización de América y Filipinas, muchos alburquerqueños fueron allí, con distinta suerte: los hubo que perecieron en aquella empresa; otros, en cambio, regresaron enriquecidos. Según Vicente Navarro del Castillo, Alburquerque contribuía con 96 personas a la conquista americana y filipina. En la conquista y refundación de Caracas asistía un tal Juan Castaño, quien además había participado en la fundación de las ciudades venezolanas de El Tocuyo y La Borburata.
Por otro lado, en la conquista de Perú participó el famoso capitán Juan Ruiz de Arce, quien además escribió una crónica de los hechos suscitados durante el apresamiento del Inca Atahualpa y la descripción del largo viaje que los soldados de Pizarro hicieron desde Cajamarca hasta Cuzco.
Fray Bernardo de Alburquerque fue de los primeros frailes dominicos que pisaron México en plena conquista, y fue recomendado por Fray Bartolomé de las Casas, Obispo de Chiapas, para que fuera nombrado Obispo de Oaxaca. Su nombramiento oficial se produjo en la Ciudad de México, y es de destacar su labor evangelizadora, su carácter humilde, y su carácter protector con los nativos, llegando a ser propuesto para santo por sus contemporáneos tras su fallecimiento, gracia que no se concedió.

### Municipio
A la caída del Antiguo Régimen la localidad se constituyó en municipio constitucional en la región de Extremadura. Desde 1834, quedó integrado en el Partido judicial de Badajoz. En el censo de 1842, contaba con 1542 hogares y 5470 vecinos. En 2016, el municipio cuenta con una población de 5436 habitantes según el INE.

## Demografía
Alburquerque cuenta con una población de 4998 habitantes (INE 2024).
| Gráfica de evolución demográfica de Alburquerque entre 1842 y 2021                                                    |
| |
| Población de derecho según los censos de población del INE. Población de hecho según los censos de población del INE. |

## Símbolos

### Escudo

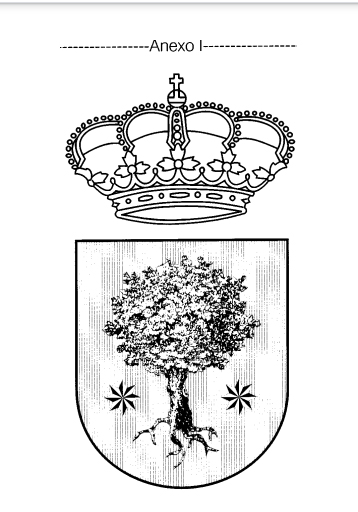
Escudo

El escudo heráldico que representa al municipio sigue el siguiente blasón: 

«Escudo entero, de gules una encina de plata englandada de su color natural, acostada de dos estrellas de ocho radios cada una, situadas junto al tronco. Al timbre Corona Real cerrada»
Diario Oficial de Extremadura n.º 129 de 6 de noviembre de 1997

### Bandera
La bandera fue diseñada por Pedro Cordero Alvarado en 1999, tras su visita para el estudio y documentación de la heráldica de la localidad para publicar posteriormente el libro titulado Alburquerque en sus escudos y monumentos. Finalizado dicho estudio, y con base en la historia y monumentos de Alburquerque, propuso el diseño de dicha bandera, la cual es, actualmente, la bandera oficial de Alburquerque.
La bandera es bicolor blanco y rojo (Pantone 1797) y la división de colores se hace de forma vertical, quedando en el lado izquierdo el color blanco y a la derecha el color rojo. Sobre el tramo blanco aparece el escudo de Alburquerque y sobre la parte roja de la derecha, encontramos media luna de color plata representando al monumento más emblemático de Alburquerque, el Castillo de Luna, el cual toma su nombre de Álvaro de Luna.
La luna en algunas ocasiones suele aparecer en color blanco, sobre todo si el uso de la bandera se realiza en exteriores debido a la delicada calidad de la tela metalizada con la que se confecciona.

## Economía
Aburquerque es conocido por su famosa chacinería tradicional de una calidad excelente. Los productos del cerdo ibérico son la gran estrella de la zona.
En la ocupación laboral, destaca los servicios, siendo muy importante el nivel de empleabilidad de los servicios sociales y asistenciales públicos. A idéntico nivel se encuentra el sector ganadero, muy importante en Alburquerque y a más distancia se encuentran la industria y la construcción.
Alburquerque, tiene un gran atractivo por su gastronomía, pudiendo destacar en el plano salado, los jamones, la prueba de cerdo, el pestorejo, el lomo al ajillo, las chuletillas de cordero, los sesos, la chanfaina, y en el plano de los dulces las perrunillas y las magdalenas o las famosas empanadas y bollos de Pascua que pueden adquirirse en las tiendas de dulces de la localidad como souvenir para llevar al regreso de tu visita.
También cabe destacar la existencia de algunos restaurantes en los que se ofertan productos de temporada, como pueden ser los espárragos trigueros o las criadillas de tierra, así como otros que ofrecen carne de caza mayor y menor, así como otras empresas que fomentan actividades turísticas.

## Patrimonio
- Pinturas rupestres del Risco de San Blas. Situadas junto a la Cruz de San Blas. En la cara sur de la sierra se encuentra uno de los principales abrigos de pinturas esquemáticas de la región. Fueron declaradas Monumento Nacional en 1942. Datan de la Edad de Bronce, y en el abrigo que abarca una superficie de unos tres metros de largo por dos de ancho, se pueden ver figuras esquemáticas que muestran un vocabulario visual que emplearon esos hombres del Neolítico para dejar constancias de sus ideas, creencias o inquietudes.

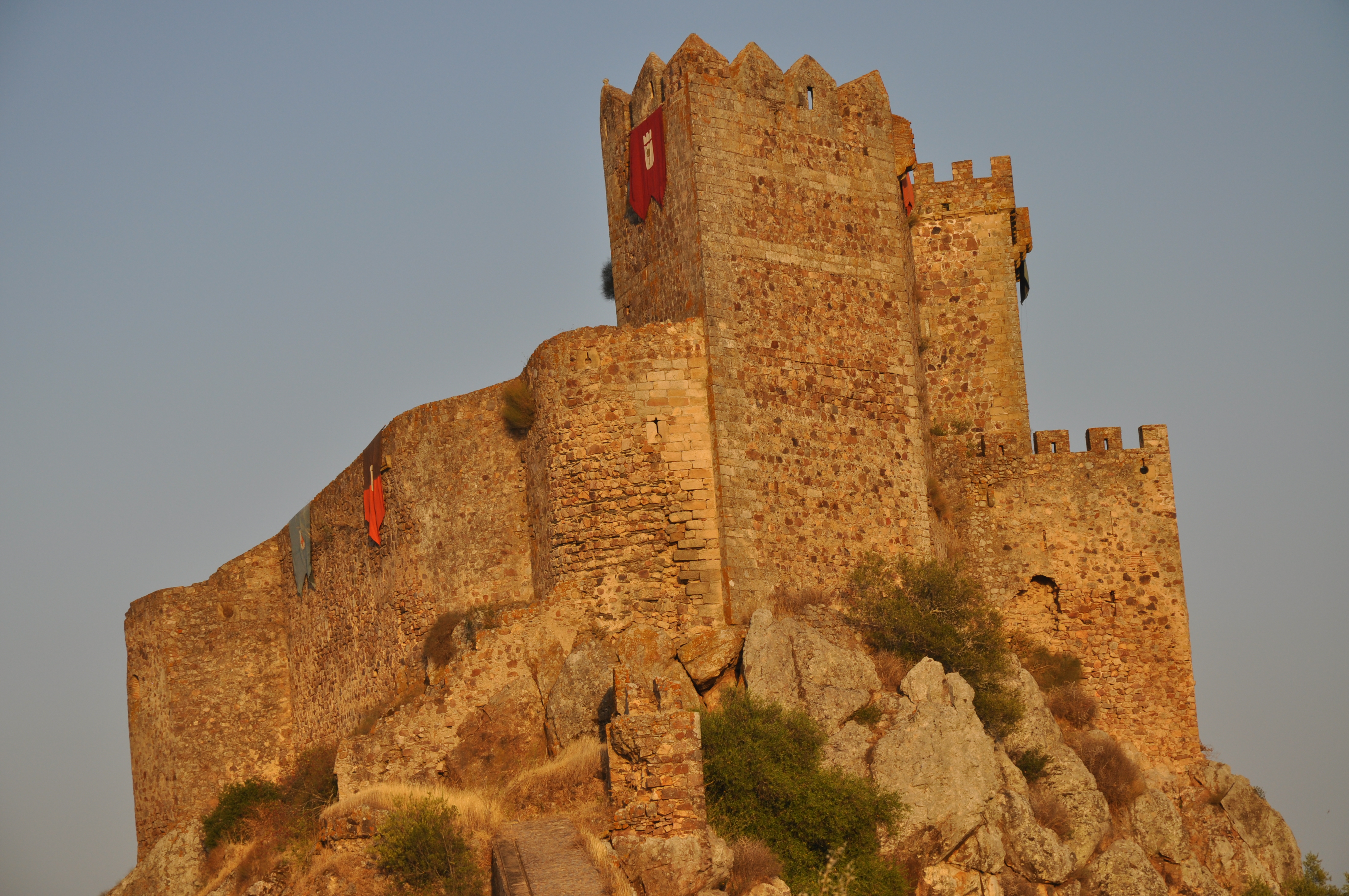
Castillo de Luna, icono de la localidad

- Castillo de Luna. El castillo de Alburquerque es una fortaleza de finales de la Edad Media que se levanta en un cerro sobre la localidad pacense de Alburquerque (Extremadura, España). La fortaleza también es conocida como Castillo de Luna por uno de sus principales constructores, don Álvaro de Luna, Maestre de la Orden de Santiago y condestable de Castilla. El castillo se levanta en lo alto de un risco de la sierra de San Pedro, dominando sobre la localidad de Alburquerque y la comarca de Los Baldíos. Es una de las fortalezas medievales más destacadas de La Raya, pues se encuentra muy cerca de la frontera con Portugal, a medio camino entre Valencia de Alcántara al norte y la ciudad de Badajoz al sur. La fortaleza fue declarada Monumento Nacional en 1924 y Bien de Interés Cultural el 27 de noviembre de 1933.

- Castillo de Azagala: se localiza a 12 km (kilómetros), al este de la Villa. Hoy en día se encuentra abandonado. Está construido de mampostería y sillarejo. Presenta una forma rectangular y está dividido en tres recintos. Podemos destacar la torre de Armas, la cual posee una forma cuadrada y está hecha de granito y mampostería. Esta torre se une mediante una muralla a la torre de Humos, encontrando en su planta baja una capilla que actualmente está vacía. Este castillo es propiedad privada y solo es posible visitar sus alrededores.

- Barrio gótico medieval. Se conoce como «Villa Adentro», se encuentra en el interior de la muralla de la localidad. Declarado Conjunto Histórico-Artístico. Las calles de este barrio se disponen a lo largo y alto de la ladera. Tiene como vía principal la calle derecha que se extiende de este a oeste, desde la Puerta de Villa a la Puerta de Valencia. Las viviendas de esta zona son de proporciones reducidas y de un solo piso. Las casas que están construidas en mampostería o granito tienen su fachada de color blanco.

- Recinto amurallado. Tiene una altura media de 10 m (metros), cuenta con varias torres defensivas como la Torre del Reloj, Torre Cabera o Torre Mocha. En la muralla defensiva conocida como «Recinto de Los Portugueses» está ubicado el Centro de Interpretación de los Castillos y el Arte Medieval (pendiente de apertura).

- Puerta de la Villa. Era la principal puerta de acceso al recinto amurallado. Se localiza enfrente de la Iglesia de San Mateo. Consta de una torre saliente de planta cuadrada. En el arco exterior se localiza el escudo de Alonso Sánchez. En el interior encontramos una capilla abierta.

- Puerta de Valencia. Está flanqueada por dos torres cilíndricas de 13 m de altura. Consta de dos puertas, la primera de medio punto y la segunda de ojival. Esta entrada cuenta con un sistema defensivo.

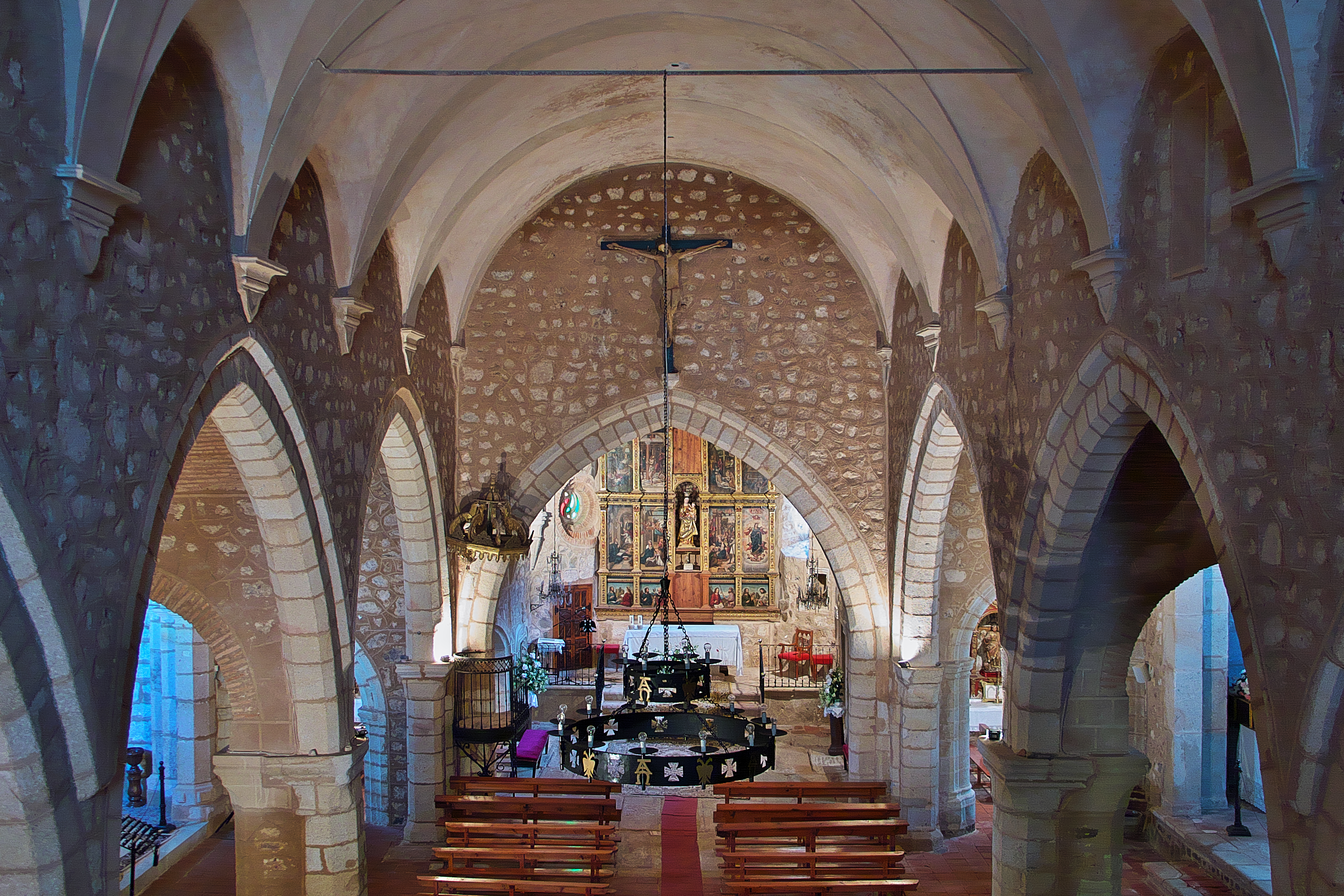
Nave principal de la iglesia de Santa María del Mercado

- Iglesia de Santa María del Mercado. Está emplazada intramuros de la población, próxima a la puerta de ingreso al recinto del castillo. Construida entre los siglos XIII y XV, con añadidos barrocos del siglo XVIII. En su interior se encuentra el Cristo del Amparo, talla de enorme valor artístico.

- Tumbas antropomórficas: se localizan en uno de los laterales de la iglesia de Santa María del Mercado.

- Iglesia de San Mateo. Su estilo es mezcla de ojival y renacentista español (siglos XVI-XVII).

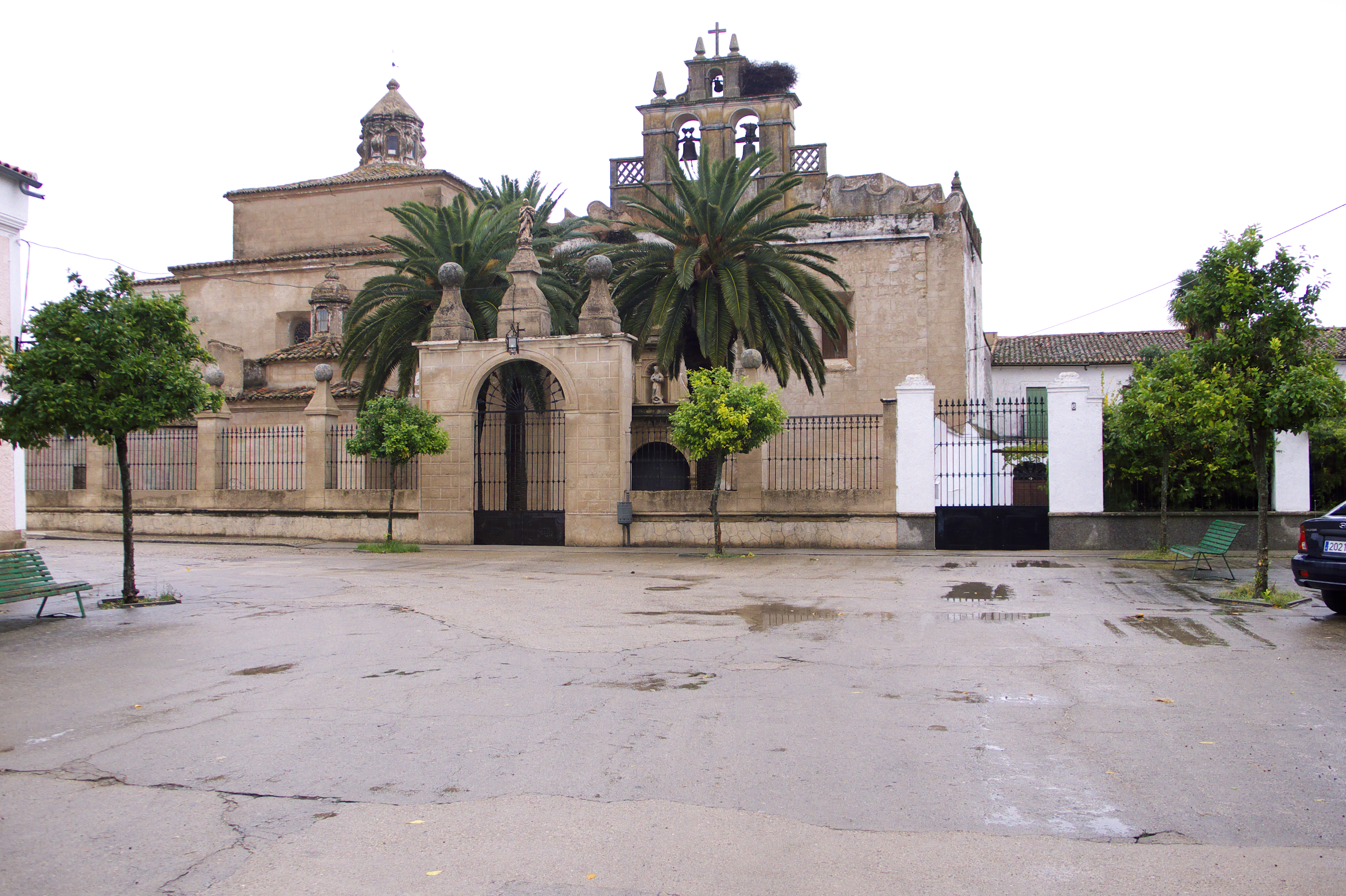
Iglesia de San Francisco (s. XVII)

- Iglesia de San Francisco. Empezada a construir en el primer cuarto del siglo XVII, formó parte del antiguo Convento de Religiosos Franciscanos de la Madre de Dios. El retablo mayor es de estilo barroco-churrigueresco.

- Santa María del Castillo: es un templo románico tardío de planta basilical, de tres naves, separadas por arcos de medio punto y bóvedas de cañón. Actualmente la iglesia se encuentra sin culto.

- Convento de la Madre de Dios. Destaca la belleza singular del claustro. Su comunidad fue fundada en 1506. Actualmente, 2016, en obras para su adecuación en albergue juvenil.

- Ermita de Nuestra Señora de la Soledad. Es una construcción del siglo XVIII, de estilo barroco. Actualmente es una pintoresca y peculiar cafetería. Del exterior solo se puede observar la portada principal ya que a su derecha está el hospital y a su izquierda casas particulares. Esta portada presenta un arco de medio punto, adornada con tetrafolios. El interior es de planta rectangular.

- Santuario de Nuestra Señora de Carrión. Data del siglo XV. El altar es de estilo barroco-churrigueresco, con camarín. Situado a unos 7 km (kilómetros) del municipio, a orillas del río Gévora.

- Museo Etnográfico Juan Castaño: se trata de una serie de instrumentos que ha ido comprando y recopilando durante varios años, especialmente de los años de 1930, 1940 y 1950. Entre estos objetos, podemos destacar algunos del dormitorio de Aurelio Cabrera.

## Cultura

### Fiestas

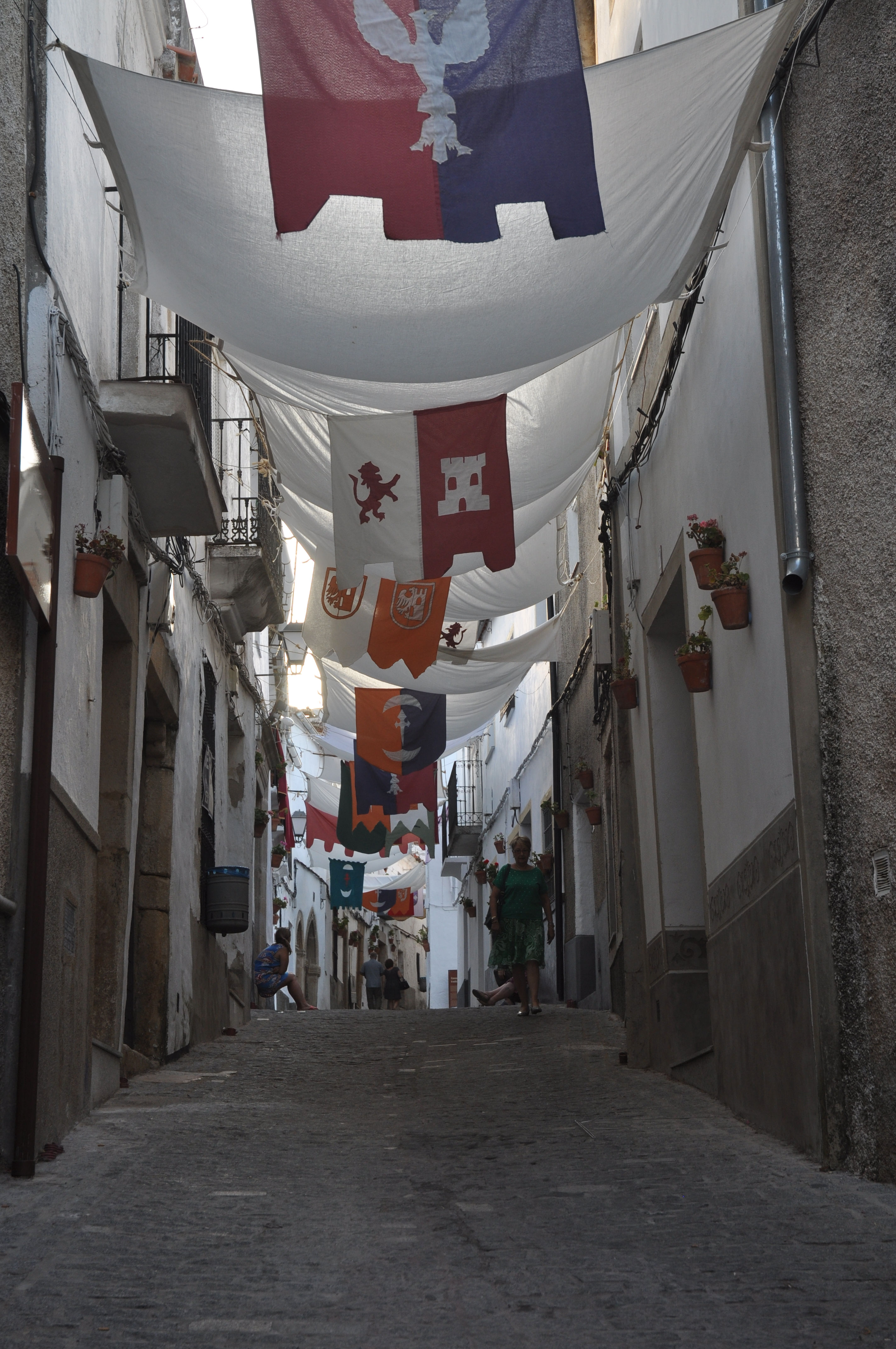
Una de las calles decoradas durante el festival medieval

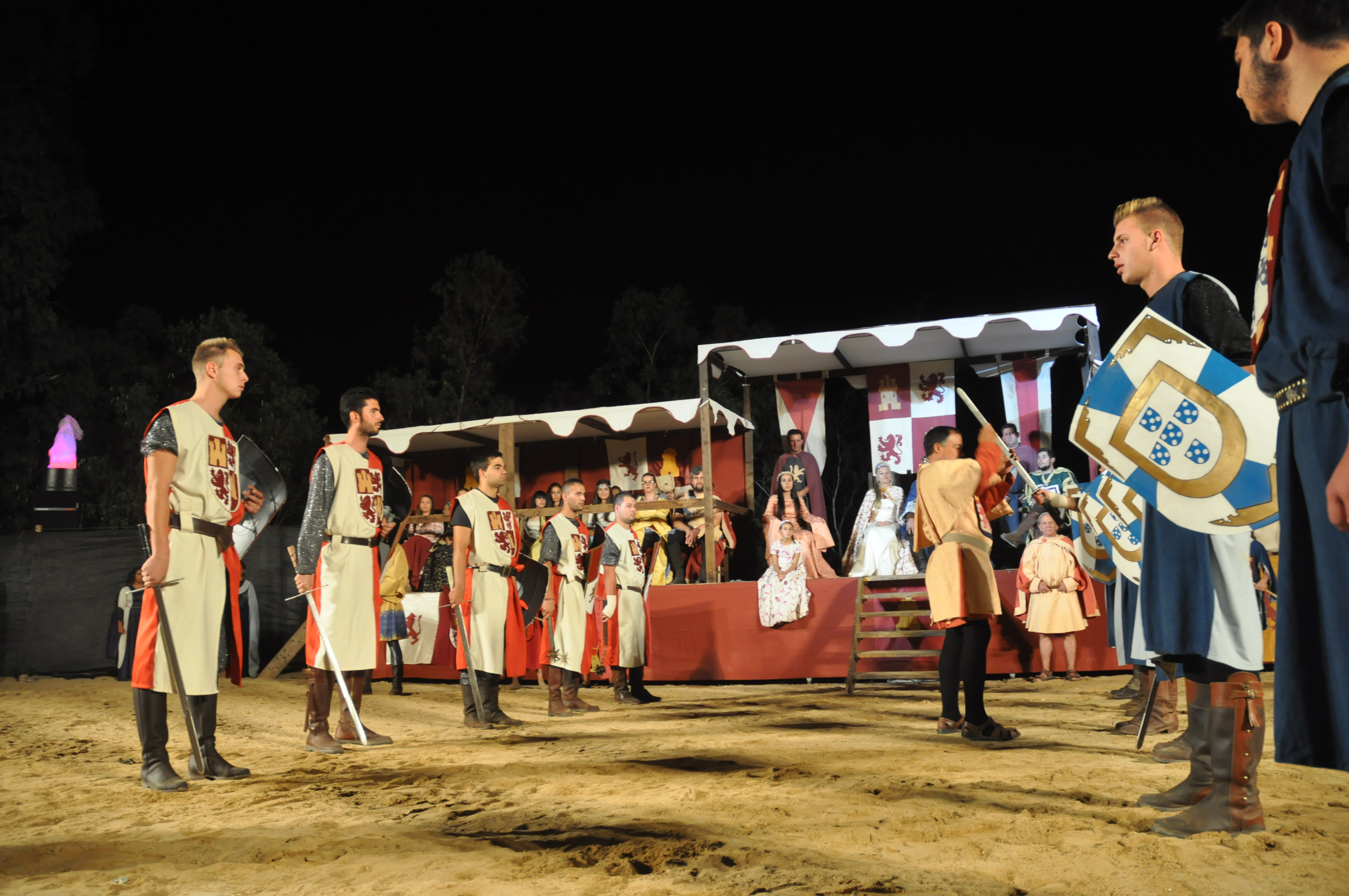
Torneo medieval

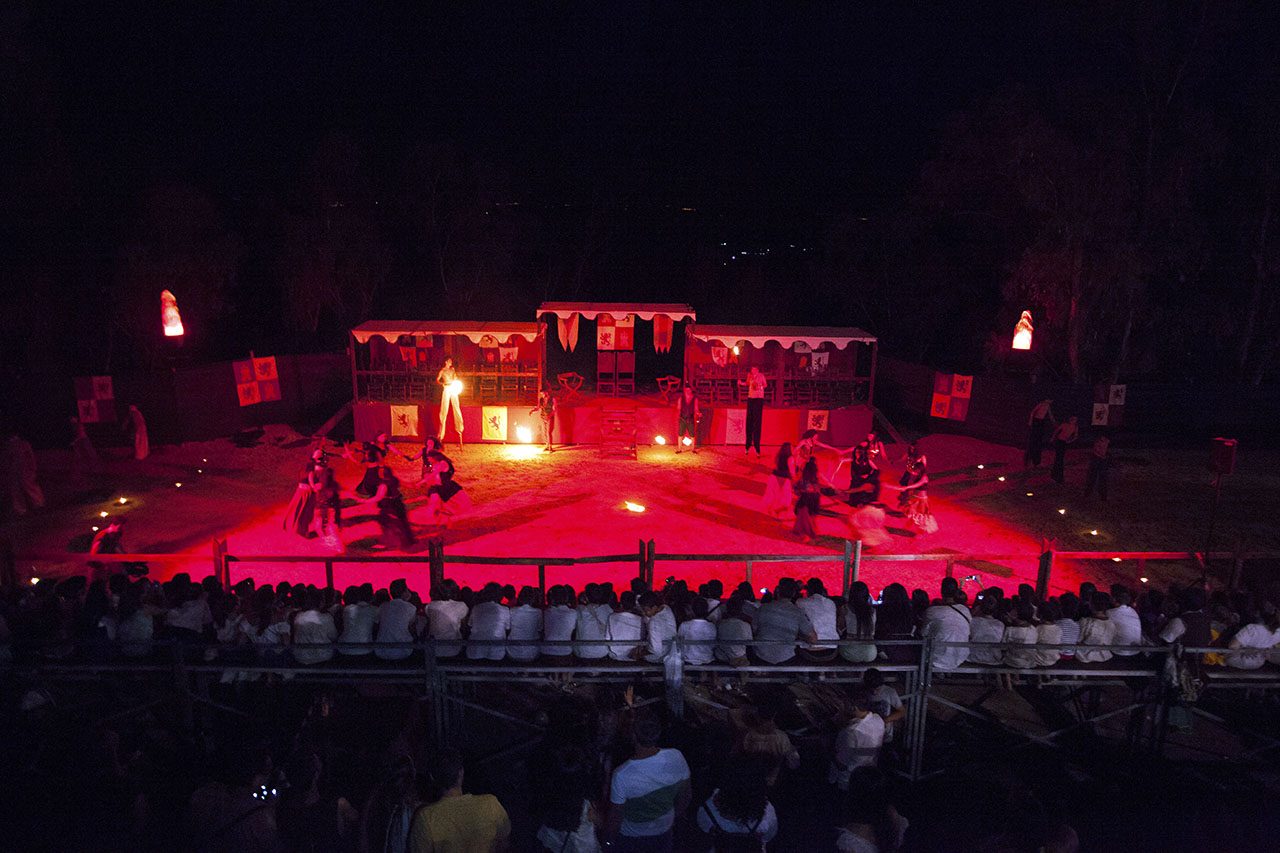
Festival medieval

- Rememorando su pasado medieval se celebra cada año, en la segunda quincena del mes de agosto se celebra la fiesta más importante de Alburquerque, el Festival Medieval «Villa de Alburquerque» declarado fiesta de Interés Turístico Regional, recreando con obras de teatro, pasacalles, torneos, aquelarres y autos de fe, entre otros, la vida de aquella época, invitando al visitante a sumergirse en el pasado y vivir escenas de la época. La villa de Alburquerque se engalana y todo el pueblo de Alburquerque se engalana para recibir a miles de visitantes que disfrutan del patrimonio, la gastronomía y la cultural de la muy noble villa de Alburquerque.

- Alburquerque cuenta con dos ferias locales, una en mayo y otra en septiembre.

- La feria de mayo, se celebra en torno al fin de semana del 22 de mayo aproximadamente y esta dedicada en honor al ganadero. Suelen tener una duración de cuatro días (jueves por la noche y viernes, sábado y domingo durante todo el día). Aunque la feria no se había perdido, sí que habían desaparecido algunas costumbres o tradiciones. Desde hace unos 25 años aproximadamente se retomó el mercado ganadero local también llamado «El rodeo», un mercado que se lleva a cabo en las instalaciones habilitadas por el Ayuntamiento de la localidad para su celebración en el polígono industrial de la localidad donde los ganaderos mercadean con ganado y útiles relacionados con las labores del campo. Suele haber también degustaciones de platos típicos, actuaciones de artistas y concursos de pela de animales, etc. Dicho mercado se celebra durante el día y por la noche la fiesta se traslada al centro de la localidad donde se encuentran las atracciones de feria, las casetas y se celebran las verbenas en la Plaza de España. Desde 2019 las atracciones y las casetas de feria se instalan en el remodelado paseo de las laderas de Alburquerque.

- En el último fin de semana de octubre realiza también su Encuentro Familiar el Linaje de los Orantos, asentado en la Villa de Alburquerque por matrimonio en el siglo XVI, tras el casamiento de Cristóbal Dorantes (de Orante, junto a Jaca, Aragón, antes Navarra), con María González, y el nacimiento  del hijo de ambos, Alonso Dorantes y González, el 7 de junio de 1578. El apellido tomo su forma actual en 1677, "Orantos" tal y como se conoce en la actualidad. Los Orantos, todos procedentes de Alburquerque, casi 200 personas de primer apellido, están repartidos por España, Portugal y Argentina. Hidalgos al servicio de los Duques de Alburquerque, tienen como más destacados parientes a varios Regidores y Diputados de la Muy Noble y Muy Leal Villa, y también Oficiales de las Milicias Urbanas, alguno muerto en acto de servicio, y, en el siglo XIX, a don Carlos Romualdo Maria Orantos y Diaz, Capitán de Caballería y Caballero Laureado de San Fernando en el siglo XIX, que renovó la nobleza de todo el linaje y le dio las espadas y laureles de San Fernando que ahora portan en sus Armas o Señales heráldicas.

- Otra de las fiestas más notables de Alburquerque es la que se celebra el 7 de septiembre, la Romería en honor de la Virgen de Carrión, esta ha sufrido en los últimos años una reorientación hacia lo meramente religioso lo que ha provocado una merma de la afluencia de público. Es una masiva reunión campestre en la tarde y noche del 7 de septiembre en la que las familias y amigos se reúnen en torno al santuario de la Virgen de Carrión para celebrar su romería. También tiene bastante afluencia de público la celebración en la mañana del 8 de septiembre a las 12 del mediodía en la que se saca en procesión a la virgen por las inmediaciones de la ermita y se le canta y se le baila de mano de los componentes del Grupo Folclórico Albahaca, quienes amenizan la misa en honor a la Patrona de Alburquerque con cánticos religiosos Extremeños.

- El mismo día 8 de septiembre, coincidiendo con el día de Extremadura, comienzan las Ferias de Septiembre en honor a la Virgen de Carrión. Se da el pistoletazo de salida a días de fiesta en la que desde por la mañana hasta por la noche los vecinos de Alburquerque disfrutan de numerosas actividades lúcidas para niños, jóvenes y adultos. El día 8 se realiza el pregón el la plaza de España de mano de alguna persona ilustre de la localidad o alguna persona entrañable para el pueblo por su curriculum o por alguna hazaña realizada. Posteriormente se celebra la coronación de las Damas y Reina de las fiestas. También en este evento se realiza el homenaje al día de Extremadura cantando el himno de Extremadura e izando las banderas portadas por niños vestidos con el traje típico de Extremadura. Las fiestas suelen finalizar el día 11 de septiembre con una gran quema de fuegos artificiales.

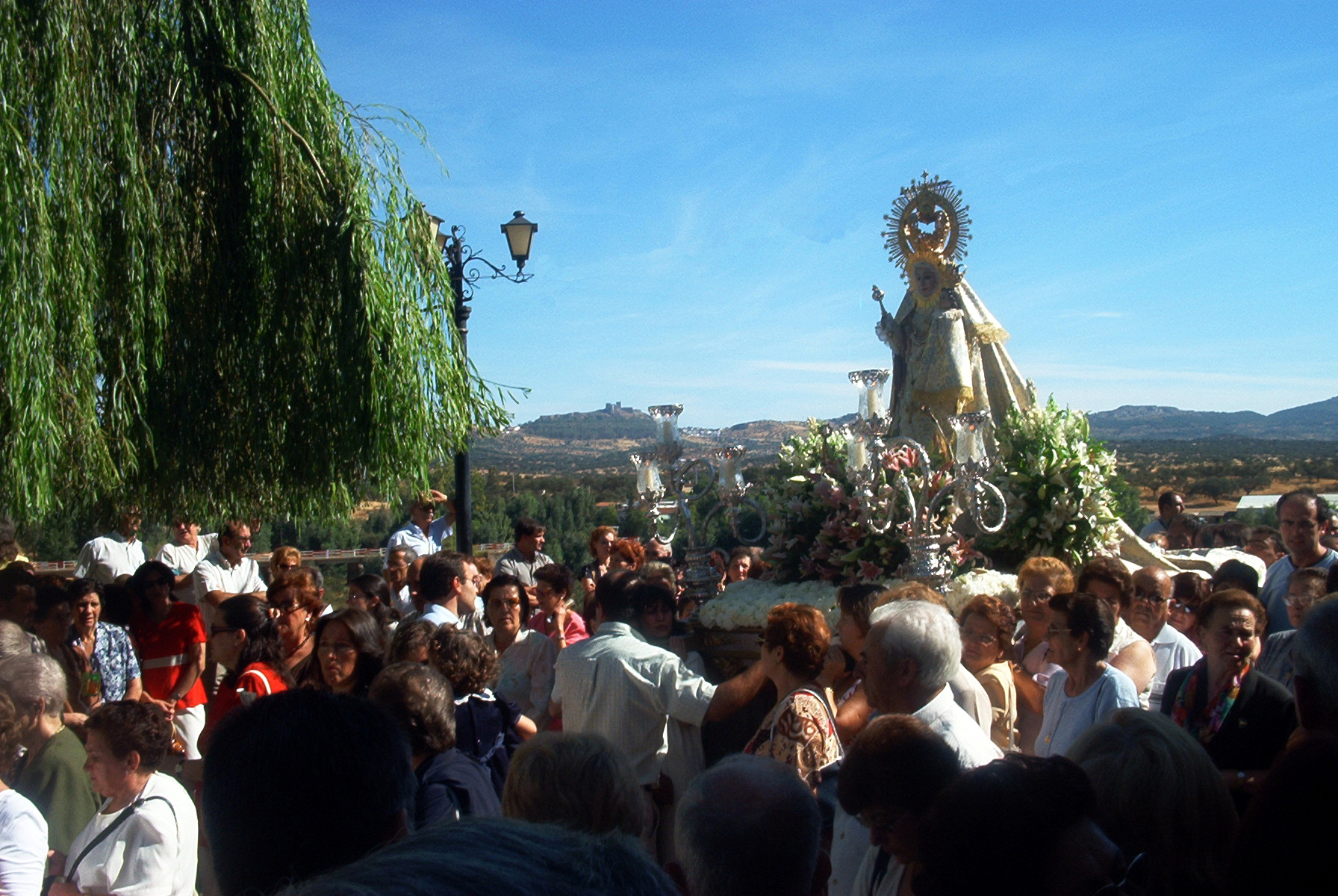
Procesión del Día de la Virgen de Carrión

- No debemos olvidarnos de la celebración durante la Semana Santa de la Pasión Viviente de Alburquerque, donde un grupo de vecinos recrean la vida y pasión de Jesucristo, así como la recuperación y puesta en valor de antiguas tradiciones en torno a las procesiones que recorren varios rincones de la villa. Especial atención merece la Procesión del Cristo del Amparo, que recorre las callejuelas del barrio medieval en la noche del martes Santo.

- Otra de sus fiestas, es la fiesta del emigrante, celebrándose el 15 de agosto, en conmemoración a todos aquellos habitantes de Alburquerque que por motivos laborales tuvieron que ausentarse de la villa sobre todo en los años de 1960 y 1970. Días antes al día 15, se convoca a través de los medios de comunicación a los emigrantes que en esas fechas vienen a la localidad de vacaciones por parte del Ayuntamiento de Alburquerque y se les emplaza en un restaurante de la localidad donde se reúnen, se saludan, se les da la bienvenida y se les agradece su visita un año más al pueblo. Posteriormente se sirve un vino de honor y suele finalizar con un baile para todos los asistentes.

- Por otro lado, el 21 de septiembre o el sábado más cercano al 21 de septiembre, se celebra la fiesta del Patrón de Alburquerque, conocida como la Fiesta de San Mateo. Esta festividad organizada por los fieles de la parroquia de San Mateo y especialmente por Felipa Méndez, consiste en una gran verbena popular en la que se reparte de forma gratuita por parte de los organizadores sangría y rosquillas que los propios fieles han elaborado. Durante la tarde también en algunas ocasiones se organiza un desfile acompañado de una charanga y se celebran juegos típicos populares. Esta fiesta ha sido suspendida en numerosas ocasiones por las inclemencias meteorológicas.

- Además Alburquerque celebra de una forma muy entusiasta también, otras festividades como el Carnaval o la Semana Santa, ambas dinamizadas por numerosos vecinos de la localidad que llevan a cabo la organización de ambas festividades.

- La Semana Santa ha sido reorganizada en los últimos años, en los que, lo que tradicionalmente eran grupos espontáneos de cargadores se han organizado en cofradías, lo que ha provocado una mejora en la decoración y el mantenimiento de la imaginería.

Entre las procesiones que se celebran cabe destacar la del martes santo debido a su aspecto medieval. Procesiona de noche por la Villa Adentro de Alburquerque (barrio gótico-judío) la imagen de un cristo crucificado acompañada por cirios, antorchas, tinajas de brasas que emiten olor a incienso, etc., que a golpe de tambor se va moviendo por el barrio intramuros.

### Deportes
Alburquerque cuenta con numerosas instalaciones municipales deportivas que componen el Patronato Municipal de Deportes, entre las que podemos encontrar: piscina cubierta, piscina al descubierto, pista de atletismo, campo de fútbol de tierra, campo de fútbol de césped artificial, gimnasio municipal, pista de tenis y baloncesto, etc.
Además Alburquerque cuenta con numerosos senderos y caminos que vertebran todo el territorio alburquerqueño y que son utilizados para su población y para el desarrollo de actividades físico-deportivas.
Cada año desde el Ayuntamiento de Alburquerque se pone en marcha a través del patronato de deportes un Programa Deportivo. Con más de 30 pruebas deportivas que se desarrollan desde abril hasta diciembre, es uno de los programas deportivos más completos y ambiciosos de los que se organizan en la región.
Destaca el gran tiempo de organización que supone conformar un programa tan amplio como este. Algunas actividades que cabe destacar entre las que se celebran son la Ruta Ecuestre de Alburquerque, Ruta Cicloturista del Vino y el Jamón, Media Maratón de Alburquerque y 10 K., etc.

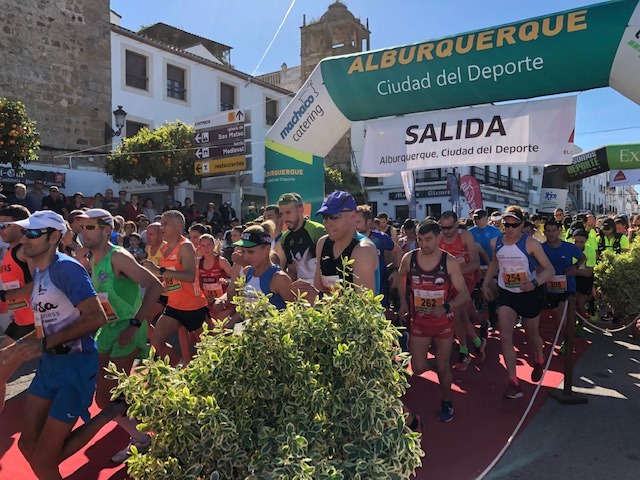
Media Maratón de Alburquerque. Verano deportivo de Alburquerque

#### Club Polideportivo Alburquerque
Club Polideportivo Alburquerque es un equipo de fútbol fundado en 1974 en la localidad de Alburquerque.
Tiene su sede en el estadio municipal de fútbol Juan José Marmelo de Alburquerque. El campo ha sido remodelado en varias ocasiones por el Ayuntamiento de la localidad, renovando a lo largo de los últimos 25 años todas sus instalaciones, graderíos, terreno de juego, iluminación y sonido del recinto.
El club cuenta con numerosas categorías y una excelente cantera de jugadores que nutren al equipo principal de brillantes futbolistas.

## Ciudades hermanadas
- Albuquerque, Estados Unidos